# Eosentomon massoudi
Eosentomon massoudi är en urinsektsart som beskrevs av Josef Nosek 1978. Eosentomon massoudi ingår i släktet Eosentomon och familjen trakétrevfotingar. Inga underarter finns listade i Catalogue of Life.